# Вотлани (Аліковський район)
Вотлани́ (рос. Вотланы, чув. Вутлан) — присілок у Чувашії Російської Федерації, у складі Єфремкасинського сільського поселення Аліковського району.
Населення — 220 осіб (2010; 239 в 2002, 261 в 1979, 596 в 1939, 569 в 1926, 453 в 1897, 326 в 1858).
Національний склад (на 2002 рік):
- чуваші — 99 %

## Історія
Історичні назви — Отлан, Асакасов Вотлан. Засновано 19 століття як виселок села Троїцьке (нині Асакаси). До 1866 року селяни мали статус державних, займались землеробством, тваринництвом, виробництвом шерсті. 1913 року відкрито земське початкове училище. На початку 20 століття діяло 7 вітряків, 4 магазини. 1930 року створено колгосп «Вотлан». До 1927 року присілок входив до складу Асакасинської волості Ядринського повіту, з переходом на райони 1927 року — спочатку у складі Аліковського, у період 1962–1965 років — у складі Вурнарського, після чого знову переданий до складу Аліковського району.

## Господарство
У присілку діють школа, фельдшерсько-акушерський пункт, клуб, бібліотека, спортивний майданчик, пошта та магазин.